# Pastebin
Pastebin (engl.: to paste = einfügen, bin = Behälter) ist eine Bezeichnung für Webanwendungen, die zur Veröffentlichung von Texten genutzt werden. Ein Pastebin wird meistens anonym genutzt und erlaubt die Veröffentlichung von Texten – meist mittels Webformularen oder APIs. Zum typischen Funktionsumfang eines Pastebin gehört die Syntaxhervorhebung für diverse Programmiersprachen. Einige Pastebins erlauben auch das Hochladen von Dateien.
Der Verfasser eines Textes kann teilweise selbst bestimmen, wie lange ein Eintrag öffentlich zugänglich sein soll. Jeder Eintrag, auch Paste genannt, wird durch eine eindeutige Zeichen- und Ziffernfolge gekennzeichnet. Die meisten Pastebin-Systeme bieten eine Suchfunktion und eine Übersicht der vorhandenen Einträge an.

## Eigenschaften
Mit Pastebin-Systemen können Texte schnell über eine einfache URL zugänglich gemacht werden. Das macht die Verwendung in Chats und Foren sehr einfach. Lange Textpassagen in Chats werden meist als Floods empfunden und stören den Chatverlauf.
Einige Systeme bieten eine Liste der früheren Einsendungen an. Zu den erweiterten Funktionen gehören auch die simulierte Kompilierung oder eine direkte Ausführung des Quellcodes.

## Kritik
Durch die Anonymität und fehlende Rückverfolgungsmöglichkeit speziell bei Systemen im Ausland werden einige Pastebin-Systeme unter anderem für die Veröffentlichung von unlauteren Informationen genutzt, zum Beispiel:
- URL-Listen mit angreifbaren (engl.: vulnerable) Internetseiten (SQL-Injection, Cross-Site-Scripting etc.)
- Inhalte von kompromittierten Datenbanken (Datenbankinhalte, Benutzernamen und Kennwörter, MD5-Keys etc.)
- Mittlerweile werden diese Seiten auch für fragwürdige Inhalte, insbesondere Verleumdungen und Rufschädigungen missbraucht.

Bei Missbrauch (engl.: abuse) oder Löschanträgen ist man vom Betreiber des Pastebin-Systems abhängig, ob und wie er darauf reagiert.

## Pastebin-Anwendungen
Es gibt einige Seiten, welche Dienste nach dem Pastebin-System anbieten. Sie unterscheiden sich hinsichtlich ihrer Editiermöglichkeiten, Sprachunterstützung, Kryptographie, Privatheit, Dauerhaftigkeit, Seriosität, in ihrem Umgang mit illegalen Inhalten, der Inkludierung von Werbung und hinsichtlich der Beteiligung der Nutzer an den Werbeeinnahmen. Zu bedenken sind hier immer auch Sicherheitsproblematiken, bis hin zur eventuellen Infektion mit Trojanern, beispielsweise nach Eigentümerwechseln oder Änderungen der Anbieterpolitik. Üblicherweise finanzieren sich diese Angebote über das Ausspielen von Werbung oder über Datenhandel.